# Marrakech internationale filmfestival
Marrakech internationale filmfestival (FIFM) (arabisk: المهرجان الدولي للفيلم بمراكش) er en international filmfestival som afholdes hvert år i november/december i Marrakech, Marokko. Siden oprettelsen i 2001 har filmfestivalen været en af de største i Marokko.
Dommerkomiteen sammensættes hvert år at en række internationale instruktører, skuespillere og andre berømtheder fra filmverdenen. Filmfestivalens formand er Hans kongelige højhed Prins Moulay Rachid.

## Priser
På festivalens sidste dag uddeles følgende priser til de beste film, filminstruktører og skuespillere i konkurrencen:

### Gyldne stjerne (Étoile d’or)
| År   | Film                    | Instruktør                         | Instruktørens nationalitet (da filmen havde premiere) |
| ---- | ----------------------- | ---------------------------------- | ----------------------------------------------------- |
| 2001 | Inch'Allah Dimanche     | Yamina Benguigui                   | Frankrig                                              |
| 2002 | Go                      | Isao Yukisada                      | Japan                                                 |
| 2003 | Gori vatra              | Pjer Zalica                        | Bosnien-Hercegovina                                   |
| 2004 | Sideways                | Alexander Payne                    | USA                                                   |
| 2005 | Saratan                 | Ernest Abdyshaparov                | Kirgisistan                                           |
| 2006 | The Red Cockatoo        | Dominik Graf                       | Tyskland                                              |
| 2007 | Autumn Ball             | Veiko Õunpuu                       | Estland                                               |
| 2008 | Wild Field (Dikoe Pole) | Mikheil Kalatozishvili (1959–2009) | Rusland                                               |
| 2009 | Norteado                | Rigoberto Pérezcano                | Mexico                                                |
| 2010 | The Journals of Musan   | Park Jung-Bum                      | Sydkorea                                              |
| 2011 | Labrador                | Frederikke Aspöck                  | Danmark                                               |
| 2012 | The Attack              | Ziad Doueiri                       | Libanon                                               |
| 2013 | Han Gong-ju             | Su-jin Lee                         | Sydkorea                                              |
| 2014 | Corrections Class       | Ivan I. Tverdovsky                 | Rusland Tyskland                                      |

### Juryens Pris
| År   | Film                                   | Instruktør               | Instruktørens nationalitet (da filmen havde premiere) |
| ---- | -------------------------------------- | ------------------------ | ----------------------------------------------------- |
| 2001 | The Unsaid                             | Tom McLoughlin           | USA                                                   |
| 2002 | Bend it like Beckham                   | Gurinder Chadha          | Storbritannien                                        |
| 2003 | The Station Agent                      | Thomas McCarthy          | USA                                                   |
| 2004 | Electric Shadows (Meng ying tong nian) | Xiao Jiang               | Kina                                                  |
| 2004 | Moolaadé                               | Ousmane Sembène          | Senegal                                               |
| 2005 | C.R.A.Z.Y.                             | Jean-Marc Vallée         | Canada                                                |
| 2005 | Bab al-Makam                           | Mohamed Malas            | Tunesien                                              |
| 2006 | The Paper Will Be Blue                 | Radu Muntean             | Rumænien                                              |
| 2007 | The Hard-Hearted                       | Alexey Mizgirev          | Rusland                                               |
| 2007 | Slingshot (Tirador)                    | Brillante Mendoza        | Filippinerne                                          |
| 2008 | The Shaft (Dixia de tiankong)          | Chi Zhang                | Kina                                                  |
| 2009 | Les barons                             | Nabil Ben Yadir          | Belgien                                               |
| 2009 | My daughter                            | Charlotte Lim Lay Kuen   | Malaysia                                              |
| 2010 | Becloud                                | Alejandro Gerber Bicecci | Mexico                                                |
| 2010 | Beyond the Steppes                     | Vanja d’Alcantara        | Belgien                                               |
| 2011 | Snowtown                               | Justin Kurzel            | Australien                                            |
| 2012 | Kapringen                              | Tobias Lindholm          | Danmark                                               |
| 2012 | Taboor                                 | Vahid Vakilifar          | Iran                                                  |
| 2013 | Blue Ruin                              | Jeremy Saulnier          | USA                                                   |
| 2013 | La piscina (2011)                      | Carlos Quintela          | Cuba                                                  |
| 2014 | Chrieg                                 | Simon Jaquemet           | Schweiz                                               |

### Prisen for bedste kvindelige skuespiller
| År   | Skuespillerinde   | Nationalitet   | Film                                                  |
| ---- | ----------------- | -------------- | ----------------------------------------------------- |
| 2001 | Chaïbia Adraoui   | Marokko        | Mona Saber                                            |
| 2002 | Clara Khoury      | Israel         | Rana's Wedding                                        |
| 2003 | Najat Benssallem  | Marokko        | Raja                                                  |
| 2004 | Vera Farmiga      | USA            | Down to the Bone                                      |
| 2005 | Shirley Henderson | Storbritannien | Frozen                                                |
| 2006 | Fatou N'Diaye     | Frankrig       | A Sunday in Kigali                                    |
| 2007 | Jo Yeong-jin      | Sydkorea       | With the Girl of Black Soil (Geomen tangyi sonyeo oi) |
| 2008 | Melissa Leo       | USA            | Frozen River                                          |
| 2009 | Lotte Verbeek     | Holland        | Nothing Personal                                      |
| 2010 | none awarded      |                |                                                       |
| 2011 | Joslyn Jensen     | USA            | Without                                               |
| 2012 | Elina Reinold     | Estland        | Mushrooming                                           |
| 2013 | Alicia Vikander   | Sverige        | Hotell                                                |
| 2014 | Clotilde Hesme    | Frankrig       | The Last Blow Hammer                                  |

### Prisen for bedste mandlige skuespiller
| År   | Skuespiller                   | Nationalitet        | Film                        |
| ---- | ----------------------------- | ------------------- | --------------------------- |
| 2001 | Jacques Dutronc               | Frankrig            | C'est la vie                |
| 2002 | Yusikhe Kebozuka              | Japan               | Go                          |
| 2003 | Bogdan Diklić                 | Bosnien-Hercegovina | Fuse (Gori Vatra)           |
| 2004 | Bogdan Stupka                 | Rusland             | Our Own (Svoi)              |
| 2005 | Daniel Day-Lewis              | USA                 | The Ballad of Jack and Rose |
| 2006 | Max Riemelt                   | Tyskland            | The Red Cockatoo            |
| 2007 | Tommi Korpela                 | Finland             | Man's Job                   |
| 2008 | Eero Aho                      | Finland             | Tears of April              |
| 2009 | Cyron Melville                | Danmark             | Vanvittig forelsket         |
| 2010 | none awarded                  |                     |                             |
| 2011 | Daniel Henshall               | Australien          | Snowtown                    |
| 2012 | Søren Malling                 | Danmark             | Kapringen                   |
| 2013 | Didier Michon og Slimane Dazi | Frankrig            | Feber (Fièvres)             |
| 2014 | Benjamin Lutzke               | Schweiz             | Chrieg                      |

### Juryens pris for bedste instruktør
| År   | Film                                                         | Instruktør                                 | Instruktørens nationalitet (da filmen havde premiere) |
| ---- | ------------------------------------------------------------ | ------------------------------------------ | ----------------------------------------------------- |
| 2002 | City of God                                                  | Fernando Meirelles                         | Brasilien                                             |
| 2003 | Takeshi Kitano                                               | Zatoichi                                   | Japan                                                 |
| 2011 | Seven Acts of Mercy (Italiensk: Sette Opere di misericordia) | Gianluca De Serio og Massimiliano De Serio | Italien                                               |
| 2013 | Medeas                                                       | Andrea Pallaoro                            | Italien                                               |

### Prisen for bedste fortolkning
| År   | Film                               | Instruktør   | Instruktørens nationalitet (da filmen havde premiere) |
| ---- | ---------------------------------- | ------------ | ----------------------------------------------------- |
| 2010 | Animal Kingdom                     | David Michôd | Australien                                            |
| 2010 | When We Leave (german: Die Fremde) | Feo Aladag   | Tyskland                                              |

### Prisen for bedste manuskript
| År   | Film                        | Instruktør     | Instruktørens nationalitet (da filmen havde premiere) |
| ---- | --------------------------- | -------------- | ----------------------------------------------------- |
| 2002 | Matir Moina (The Clay Bird) | Tareque Masud  | Bangladesh                                            |
| 2003 | Cry No More                 | Narjiss Nejjar | Frankrig                                              |

### Gyldne stjerne kortfilms pris
| År   | Film                    | Instruktør          | Instruktørens nationalitet (da filmen havde premiere) |
| ---- | ----------------------- | ------------------- | ----------------------------------------------------- |
| 2002 | Chiffons (Batang trapo) | Ramon Mez de Guzman | Filippinerne                                          |
| 2003 | Hymne à la gazelle      | Stéphanie Duvivier  | Frankrig                                              |

### Juryens særlige kortfilms pris
| År   | Film    | Instruktør   | Instruktørens nationalitet (da filmen havde premiere) |
| ---- | ------- | ------------ | ----------------------------------------------------- |
| 2002 | Malcolm | Baker Karim  | Sverige                                               |
| 2003 | Haçla   | Tariq Teguia | Frankrig                                              |

### Prisen for den bedste filmskolefilm
Siden 2010 er den pris blevet givet til kortfilm som er lavet af studerende ved filmskoler og filminstitutter i Marokko.
| År   | Film                    | Instruktør                      |
| ---- | ----------------------- | ------------------------------- |
| 2010 | Apnée                   | Mahassine El Hachadi            |
| 2011 | L'Arroseur              | Mohamed Aouad                   |
| 2012 | Mejor Une vie meilleure | Tarik Leihemdi                  |
| 2013 | Bad                     | Ayoub Lahnoud og Alaa Akaaboune |
| 2014 | Dalto                   | Essam Doukhou                   |

## Links
- Festivalens officielle hjemmeside (engelsk) (fransk)
- Alan Parker: Marrakech Festival provides an alternative to US cinema industry Arkiveret 5. februar 2012 hos  Wayback Machine
- 10e FESTIVAL INTERNATIONAL DU FILM DE MARRAKECH 3 - 11 Décembre 2010 Arkiveret 30. april 2007 hos  Wayback Machine

31°38′N 7°59′V / 31.63°N 7.98°V